# Belegaer
En el universo imaginario del escritor J. R. R. Tolkien, el Belegaer (que significa ‘gran mar’ en sindarin) es el océano ubicado en el oeste de la Tierra Media y que durante muchas edades separó a ésta de Aman. Este mar es atravesado por la Cintura de Arda, equivalente a nuestro Ecuador.
Su nombre está compuesto por el adjetivo _beleg_ que significa ‘grande’, raíz BEL, y _aer_ que significa ‘mar’, raíz AYAR. El nombre quenya nunca es mencionado en los escritos publicados de Tolkien pero es Alatairë, con el mismo significado.

## Historia
Este importante océano sufrió muchos cambios desde la Creación de Arda, dada la Guerra de los Poderes y de otras luchas que se sucedieron en ella lo largo del tiempo. Los tumultos causados por esta guerra supusieron un ensanchamiento del Belegaer y la aparición de numerosas bahías y golfos al oeste de la Tierra Media. El levantamiento de las Pelóri sobre las costas orientales de Aman implicaron un mayor aislamiento del continente de los Valar.
Así, antes del fin de la Primera Edad del Sol el Belegaer tenía como límite norte, la helada región del «Hielo Crujiente» y Endor estaba unida a Aman, a través del paso de Ilmen, que lo atravesaba. Por ese estrecho de hielo pasaron las huestes noldor de Fingolfin en su exilio hacia la Tierra Media.
Tras la desaparición de Beleriand la distancia entre ambos continentes se extendió considerablemente más, desapareció el «Puente de Hielo» y las aguas penetraron en el extremo norte anegando por completo a Hithlum, Anfauglith, Lothlann y las Ered Engrin. La virulencia de su irrupción en las tierras de los elfos, no solo anegó a esta sino que partió las Montañas Azules abriendo un gran golfo. 
Con el Hundimiento de Númenor, a fines de la Segunda Edad del Sol y la separación de Aman de los Círculos del Mundo; los límites occidentales del Belegaer fueron desconocidos para los hombres, solo se sabe que los viajeros «llegaban a tierras nuevas, y las encontraban semejantes a las tierras viejas, y también sometidas a la muerte. Y los que viajaban más lejos todavía sólo trazaban un círculo alrededor de la Tierra para volver fatigados por fin al lugar de partida; y decían: –Todos los caminos son curvos ahora».

## Islas

### Tol Eressëa
La Isla Solitaria, hogar de los Elfos Teleri; ubicada en la Bahía de Eldamar. Originalmente esta Isla estaba ubicada en el medio del Gran Mar, pero Ulmo el vala, la arrancó de su lugar y la uso como nave para transportar a los Elfos Noldor, Vanyar y Teleri a Aman. 

### Islas Encantadas
Son una serie de Islas puestas por los Valar alrededor de la costa central de Aman, para proteger a Valinor en los tiempos del Ocultamiento de Valinor. Estaba ubicadas al este de Tol Eressëa y la porción del Belegaer que encerraban recibía el nombre de Mar de la Sombra.

### Isla de Balar
Una isla ubicada en la bahía de Balar. Se trataba de una porción de Tol Eressëa que había encallado en esa gran bahía de Beleriand, cuando Ulmo la usó para transportar a los elfos. Ocupada originalmente por los teleri, tras la Nírnaeth Arnoediad, muchos elfos noldor y sindar se exiliaron a ella. 
Reinaba en ella Círdan, El Carpintero de Barcos, que se había instalado en ella por la ocupación de Brithombar y Eglarest por parte de los noldor. Gil-Galad fue enviado por su tío Turgon a vivir bajo el cuidado de Círdan. Allí se convirtió en Rey Supremo de los Noldor.
Su nombre es sindarin pero proviene del quenya primitivo bálâre que significa ‘poder divino’, raíz BAL. Esto es, probablemente, porque Ossë se sentó en una piedra de la isla a esperar el regreso de Ulmo a buscar a los teleri; por lo que estos habrían denominado así la isla.

### Númenor
Númenor o Númenórë, que significa "Tierra del Oeste" en la lengua quenya. Es la isla sacada de lo profundo del Gran Mar, situada a medio camino entre la Tierra Media y las Tierras Imperecederas. Los Valar se la dieron a los Edain en la Segunda Edad del Sol, como recompensa por su ayuda durante las Guerras de Beleriand. 
A Finales de la Segunda Edad del Sol y cuando los Númenóreanos, pretendiendo la inmortalidad, intentaron invadir Valinor; Ilúvatar levantó el Belegaer y la hundió (como sucedió antes con las tierras de Beleriand), convirtiéndose en Atalantë, "La Sepultada"'.

### Tol Morwen
La Isla de Morwen estaba ubicada en el noroeste del Belegaer, casi en línea recta con el norte de las Ered Luin. La Isla se formó luego de la desaparición de Beleriand y correspondía a la región en donde se hallaba la piedra levantada por los Hombres de Brethil, en honor a Túrin y Morwen, en Cabed-en-Aras. Se dijo que esa porción de tierra había permanecido sin sumergirse para que en las Edades posteriores los Hombres recordaran la Gesta de los Hijos de Húrin. Durante la Segunda Edad la gente de Numenor le rindió homenaje a esta isla y los hijos de Monwen, hasta la caída de este Imperio Ultramar.

### Tol Fuin
Más al norte pero más cerca de la costa noroccidental de la Tierra Media, se encontraba esta Isla. De mayor tamaño que Tol Morwen, en la Primera Edad del Sol habría sido la parte más alta de Taur-nu-Fuin "El Bosque Bajo la Noche" de Beleriand; por lo que el nombre de la Isla sería una traducción del Sindarin y significaría "Isla de la Noche". Esta isla se asentaron elfos, antes de partir  de la Tierra Media, se quedaban por siglos, hasta que por fin sentían el llamado para ir a las Tierras Imperecederas.

### Himling
Esta isla es la más norteña, pero la más cercana a la costa del norte de la Tierra Media, pocas millas al sur de la Bahía de Forochel. Se trataba de un resto no sumergido, de lo que en la primera Edad del Sol había sido la Fortaleza de Maedhros, en Himring. Durante la Segunda Edad un grupo de Elfos se asentaron, escapando de las inclemencias de la Tierra Media causadas por Sauron. Al comienzo de la Tercera Edad, los elfos la fueron abandonado. Solo iba de vez en cuando Círdan y su grupo, como elfos que abandonaban la Tierra Media, antes de partir definitivamente. Al comienzo de la Cuarta Edad, estuvo abandonada definitivamente.

### Tolfalas

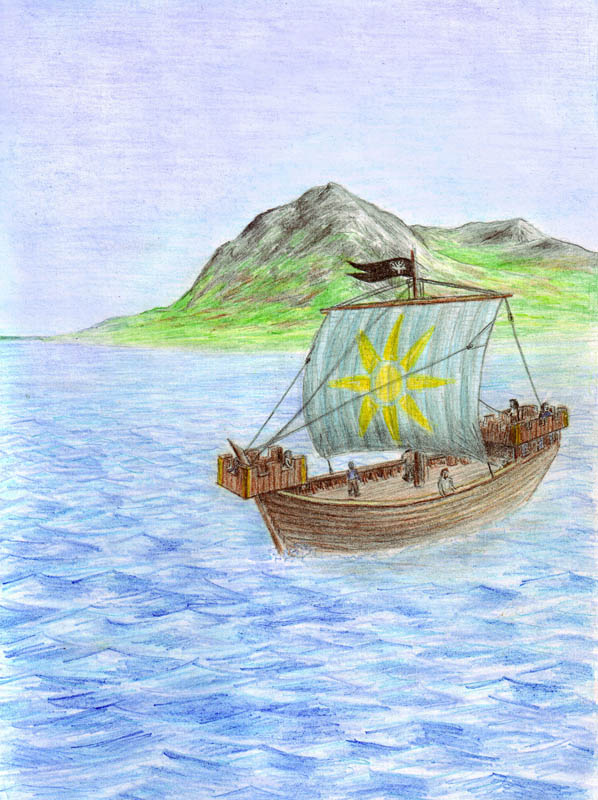
Representación de Tolfalas.

Una Isla ubicada en donde la Bahía de Belfalas recibe al Río Anduin en el Ethir Anduin. Pertenecía al Reino de Gondor y sus habitantes eran un pueblo de agricultores y pescadores. Dada su cercanía al Delta del Anduin es probable que se haya formado con los sedimentos depositados por el Río Grande, pues era muy fértil. su nombre es Sindarin y puede traducirse como «isla de la costa».

## Bahías y golfos

### Bahía de Eldamar
La Gran Bahía de la costa Oriental de Aman. Tol Eressëa estaba anclada en su centro y el Calacirya desembocaba en su costa central. Estaba rodeada por las Islas Encantadas y fue abierta por los Valar para permitir la llegada de los Elfos y su entrada a Valinor. Su nombre significa "Bahía del Hogar de los Elfos".

### Gran Golfo
Tras la Guerra de los Poderes grandes cataclismos se produjeron en la Tierra Media. Allí surgió El Gran Golfo, puesto que en el sur el Belegaer penetró con tal fuerza que casi separa lo que más tarde sería el Lejano Harad, dejando solo un istmo entre el Gran Mar y El Mar Interior de Helcar. en el Cambio del mundo que significó la desaparición de Beleriand, el Gran Golfo dejó paso a la Bahía de Belfalas.

### Bahía de Balar
La Bahía de Balar se encontraba en el Sur de Beleriand. También es producto de los grandes cataclismos que siguieron a la Guerra de los Poderes. En ella desembocaba el Río Sirion en su gran delta, y allí se encontraba la Isla de Balar. 

### Bahía de Belfalas
La Bahía de Belfalas se encontraba en la parte sur del Reino de Gondor. De gran extensión su límite Norte era la península de Andrast y su límite Sur eran las tierras desconocidas del Lejano Harad. Se cree que la Bahía era un vestigio del Gran Golfo, por lo que se habría formado luego de la desaparición de Beleriand y del Gran Mar Interior de Helcar.

### Golfo de Lhûn
Un gran golfo ubicado en el Noroeste de la Tierra Media que dividía las Montañas Azules. Se habría formado cuando el Belegaer anegó Beleriand con tal fuerza que partió a las Ered Luin. En él desembocaba el río Lhûn y los Puertos Grises se hallaban en sus costas. Su nombre es Sindarin y al igual que el río significa "Azul", es decir "golfo Azul".

### Bahía de Hielo de Forochel
Forochel (en élfico Hielo del Norte) es una inmensa bahía en el extremo noroeste de la Tierra Media. Formada tras la desaparición de Beleriand al finalizar la Primera Edad del Sol. está ubicada en la Región de Forodwaith.

## Estuarios y deltas
Nombrados de norte a sur, sobre la costa del Belegaer en la Tierra Media se pueden enumerar los siguientes deltas y estuarios de ríos:
- Estuario del Drengist: se trata del importante estuario del río Drengist, ubicado en el extremo noroccidental de la Tierra Media. El río nace en lago Mithrim en la región del mismo nombre, atraviesa Dor Lómin por Annon-In-Gelydh y desemboca en el Belegaer, en ese estuario. Separa las regiones de Lammoth de Nevrast. Allí desembarcaron los noldor de Fëanor en la playa conocida como Losgar. El estuario del Dengrist desapareció luego de las inundaciones del Gran Mar, al finalizar la Primera Edad.
- Estuario del Nenning.
- Estuario del Brithon, que nace en las Ered Wethrin. En sus costas se ubicaba el otro puerto falathrim, llamado Brithombar. Tanto éste como el estuario del Nenning conforman los límites Norte y Sur, respectivamente; de las Falas.
- Bocas del Sirion.
- Estuario del Gwathló.
- Estuario de Umbar, la más importante de las ciudades del Cercano Harad y antiguo reino de los Númenóreanos Negros, se ubicaba en torno a este Estuario. Se desconoce el nombre del río que desembocaba en el Belegaer, pues el nombre de Umbar, no está relacionado con ningún curso de agua.
- Ethir Anduin, el delta del Anduin.

## Puntas y cabos

### Cabo de Balar
El cabo norteño de la Bahía de Balar, marca el final de la costa de Arvernien.

### Cabo de Umbar
El gran Cabo de la Bahía de Belfalas, que cierra el Estuario de Umbar en el Noroeste y constituye el límite suroccidental de la Gran Bahía. 

### Rhas Morthil
Península ubicada al Sur del Reino de Gondor, también conocida como Andrast. Constituye el límite noroccidental de la Bahía de Belfalas y el brazo occidental de las Ered Nimrais termina en la península.

### Cabo de Forochel
Esta Cabo se encontraba en el límite Norte de la Bahía de Hielo de Forochel, cerrándola hacia el Sur.

### Eryn Vorn
Cabo ubicado al sur de la Comarca, el estuario en el que desemboca el río Brandivino marca su límite norte y una caleta sin nombre su límite sur, por lo que se ubica en la región de Minhiriath. Los grandes bosques de Eriador que existían en la Segunda Edad del Sol llegaban hasta el mismo cabo. Cuando los númenóreanos los explotaron para extraer madera, solo quedó un resto en el Bosque Viejo y en Eryn Vorn. Allí se refugiaron un resto de los Gwathuirim, luego de que fueran derrotados por los elfos y los hombres de Númenor en la guerra contra Sauron. En la Tercera Edad algunos elfos vivieron en esa región, para luego ir a los Puertos Grises. En la Cuarta Edad algunos hobbits de los Gamos habitaron la región, descendientes de Meriadoc Brandigamo.

## Playas y costas

### Losgard
Losgard es una playa costera del norte de la Tierra Media, en la región de Lammoth. Ubicada sobre la margen Norte del Estuario de Dengrist. Allí llegó Fëanor con las naves robadas a los Teleri de Alqualondë, en su exilio voluntario; y allí quemó las naves para evitar que alguno de su pueblo se arrepintiera y quisiera volver a Eldamar.

### Falas
Falas es la playa ubicada entre las desembocaduras de los ríos Brithon y Nenning en Beleriand Sur, y pertenecían al reino de Círdan "El Carpintero de Barcos". En el Cabo que se formaba por los estuarios de estos dos ríos, ubicado al oeste, se encontraba la Fortaleza de Barad Nimras.

### Arvernien
Arvernien es la playa y la región costera que se extiende entre el Cabo de Balar y la Desembocadura del Sirion.

### Anfalas
Conocida como la Playa Larga, Anfalas se extiende a todo lo largo de la Bahía de Belfalas entre la desembocadura del río Lefnui y la desembocadura del Ringló, en el sur de Gondor. Cuando la Comunidad del Anillo estaba dudosa de entrar a Moria, Boromir propone a Gandalf llegar a la Playa Larga y arribar a Gondor por las regiones cercanas al mar, sugerencia que Gandalf rechaza ante lo osado de tal viaje.

### Belfalas
Se trata de la costa del Feudo de Gondor que tiene el mismo Nombre y que significa Gran Playa. Se extiende desde la desembocadura del Río Ringló hasta la desembocadura del río Gilrain. En su extremo Norte se encuentra el puerto élfico de Edhellond y, un poco más al sur la ciudad de Dol Amroth. En la desembocadura del Gilrain se encuentra la ciudad de Linhir